# Новий Тік
Но́вий Тік —  село в Україні, у Боремельській сільській громаді Дубенського району Рівненської області. Населення становить 49 осіб.

## Історія

### Археологічні знахідки
7 (20) листопада 1917 року, відповідно до Третього Універсалу Української Центральної Ради, увійшло до складу Української Народної Республіки.

Село Новий Тік на польській карті 1937 року

### Незалежна Україна
12 червня 2020 року, відповідно до розпорядження Кабінету Міністрів України № 722-р від «Про визначення адміністративних центрів та затвердження територій територіальних громад Рівненської області», увійшло до складу Боремельської сільської громади Демидівського району.
19 липня 2020 року, в результаті адміністративно-територіальної реформи та ліквідації Демидівського району, село увійшло до складу Дубенського району.

## Населення
За переписом населення України 2001 року в селі мешкало 56 осіб.

### Мова
Розподіл населення за рідною мовою за даними перепису 2001 року:
| Мова       | Відсоток |
| ---------- | -------- |
| українська | 94,74 %  |
| російська  | 5,26 %   |

## Економіка
За радянських часів був побудований цегельний завод, який постачав продукцію в навколишні села і райони. За часів незалежності його закрили, територія не охороняється і розграбовується.

## Транспорт
В селі відсутнє автобусне сполучення, проте поряд пролягає автотраса Т 0303 Луцьк - Демидівка, тому з автобусами проблем немає.